# Кідзімута Акіко
Кідзімута Акіко (нар. 1 травня 1968) — колишня японська тенісистка.
Найвищу одиночну позицію світового рейтингу — 49 місце досягла 5 березня, 1990, парну — 93 місце — 26 серпня, 1991 року.
Здобула 1 одиночний та 1 парний титул туру ITF.
Найвищим досягненням на турнірах Великого шолома було 4 коло в одиночному розряді.
Завершила кар'єру 1994 року.

## Фінали турнірів WTA

### Одиночний розряд (0–2)
| Результат | W/L | Дата     | Турнір                  | Покриття | Суперниці        | Рахунок  |
| --------- | --- | -------- | ----------------------- | -------- | ---------------- | -------- |
| Поразка   | 0–1 | Кві 1989 | DHL Open 1989, Сінгапур | Тверде   | Белінда Кордвелл | 1–6, 0–6 |
| Поразка   | 0–2 | Гру 1990 | Брисбен, Австралія      | Тверде   | Гелена Сукова    | 4–6, 3–6 |

### Парний розряд (0–1)
| Результат | W/L | Дата     | Турнір                     | Покриття | Партнерка  | Суперниці                | Рахунок  |
| --------- | --- | -------- | -------------------------- | -------- | ---------- | ------------------------ | -------- |
| Поразка   | 0–1 | Кві 1991 | Japan Open (теніс), Японія | Тверде   | Йоне Каміо | Емі Фрейзер Кідовакі Мая | 2–6, 4–6 |

## Фінали ITF

### Одиночний розряд (1–1)
| Результат | Ранг | Дата              | Турнір           | Покриття | Суперниця     | Рахунок       |
| --------- | ---- | ----------------- | ---------------- | -------- | ------------- | ------------- |
| Перемога  | 1.   | 4 листопада 1984  | Мацуяма, Японія  | Тверде   | Ніжі Діас     | 6-4, 6-3      |
| Поразка   | 2.   | 11 листопада 1984 | Хіросіма, Японія | Тверде   | Джой Каммінґс | 6-2, 2-6, 2-6 |

### Парний розряд (1–1)
| Результат | Ранг | Дата           | Турнір           | Покриття | Партнерка       | Суперниці                          | Рахунок       |
| --------- | ---- | -------------- | ---------------- | -------- | --------------- | ---------------------------------- | ------------- |
| Поразка   | 1.   | 31 липня 1983  | Мілан, Італія    | Ґрунт    | Акемі Нісія     | Анна Луале Леа Піхова              | 7-5, 4-6, 3-6 |
| Перемога  | 2.   | 16 серпня 1993 | Арцакена, Італія | Ґрунт    | Наоко Кадзімута | Лінда Феррандо Сільвія Фаріна-Елія | 6–0, 7–5      |